# 16085 Laffan
16085 Laffan è un asteroide della fascia principale. Scoperto nel 1999, presenta un'orbita caratterizzata da un semiasse maggiore pari a 2,7249882 UA e da un'eccentricità di 0,0722513, inclinata di 1,82222° rispetto all'eclittica.